# Scotochrosta
Scotochrosta là một chi bướm đêm thuộc họ Noctuidae.

## Loài
- Scotochrosta pulla (Denis & Schiffermüller, 1775)